# Perszevant
Névváltozatok: alherold 

fr: poursuivant, porsivant, poursivant, en: pursuivant, pursuivant at arms, de: Persevant, Wappenknabe

Rövidítések:

A perszevant vagy persevant a herold segédje, hozzá hasonló feladatokat lát el. Az elnevezés a francia poursuivant szóból ered, melynek jelentése 'szolga, szolgáló'. Ez a poursuivre 'követni' szóból származik és eredetileg a heroldok szolgáját jelentette. Feladatuk volt segédkezni a ceremóniáknál és a címerek nyilvántartásánál. Angliában a király hírvivője is volt. Hét évi tanulás után közülük választották ki a heroldokat. Ehhez két címerkirálynak és négy heroldnak kellett hozzájárulnia. A középkori céhes rendszerben (mester – masters, vándornépség – journeymen, tanoncok – apprentices) az utazó megbízottak szerepét töltötték be (néha a tanoncok közé is be szokták őket sorolni és a heroldokat sorolják a vándornépség közé). Ezt követően ezt a funkciót a rendkívüli vagy időlegesen kinevezett perszevantok vették át, akik feladata megbízás alapján felülvizsgálni egy adott terület címereit és azok viselésének jogosságát.
A címerkirályok Angliában és Skóciában rendkívüli (extraordinary) és időleges perszevantokat (temporary pursuivants) is kinevezhetnek. Egyes skót klánok fejei néha ma is beiktatnak saját perszevantokat.